# Anton Kontra
Anton Kontra, född 29 mars 1932 i Tomajmonostora, Ungern, död 8 maj 2020 i Malmö, var en ungersk-skandinavisk violinist.

## Biografi
Anton Kontra föddes i byn Tomajmonostora i Ungern 1932. Fadern var snickare. Anton började att spela violin som femåring och som tioåring kom han in på Liszt-akademin, musikkonservatoriet i Budapest. Efter avgångsexamen 1955 blev han anställd i en statlig orkester, men i samband med revolten i Ungern 1956 valde han att flytta utomlands, till Sverige. I Sverige arbetade han som musiker på olika sätt. En tid spelade han zigenarmusik tillsammans med andra ungerska musiker, en kort tid var han vibrafonist och sedan spelade han violin med Göteborgs symfoniorkester.   
1965 blev Anton Kontra anställd som konsertmästare vid Själlands symfoniorkester i Köpenhamn (tillika Tivolis konsertsals orkester). Vid sidan av sitt arbete i denna orkester framträdde han som solist i flera andra danska orkestrar. Han hade dessutom sin egen Kontrakvartetten, en stråkkvartett bildad 1974 med honom själv och tre andra musiker från symfoniorkestern. Kvartetten hade ofta nyskriven skandinavisk musik på repertoaren. Kontra tilldelades 1987 Carl Nielsen-priset.
1990 enrollerades Kontra till Malmö symfoniorkester av dess chef, Gunilla von Bahr. Han fungerade som orkesterns konsertmästare fram till sin pensionering 1999. Detta år, 1999, tilldelades han Malmö stads kulturpris.
Anton Kontra avled 2020 i Malmö och gravsattes på Limhamns kyrkogård.
Anton Kontras son Richard Kontra är också violinist och är sedan 1994 alternerande konsertmästare i Nordiska Kammarorkestern.

## Repertoar och samarbeten
Kontra var mycket mångsidig som musiker. Han framträdde både i populära klassiska verk och i svårare nyskriven musik. Han spelade jazz med Chick Corea och Niels-Henning Ørsted Pedersen och framträdde med pianisten och underhållaren Victor Borge. Efter sin pensionering 1999 inledde han ett samarbete med gitarristen Celia Linde. Paret spelade både äldre musik (Paganini, Granados m.fl.) och nyare (Piazzola, Nørgård m.fl.). Mångfalden avspeglas också i hans många skivinspelningar.
1972 medverkade Kontra i filmen Olsenbandets stora kupp.

## Utmärkelser
- Riddare av Dannebrogorden,  1993[1]

[Redigera Wikidata]